# Streptopetalum graminifolium
Streptopetalum graminifolium är en passionsblomsväxtart som beskrevs av Ignatz Urban. Streptopetalum graminifolium ingår i släktet Streptopetalum och familjen passionsblomsväxter. Inga underarter finns listade i Catalogue of Life.